# Avelino Cadilla
Avelino Estebán Cadilla (Santa Lucía, 1917 – Montevideo, 1974) è stato un calciatore uruguaiano, di ruolo difensore.

## Caratteristiche tecniche
Giocò come difensore centrale.

## Carriera

### Club
Cadilla iniziò la propria carriera in Uruguay, militando nel campionato nazionale con il River Plate di Montevideo. Con tale compagine partecipò a una tournée in Europa, effettuata nel marzo 1936 e composta di un solo incontro, a Parigi, in cui fu espulso due volte. Il fatto si svolse così: il difensore fu mandato anzitempo negli spogliatoi dall'arbitro nel primo tempo; il direttore di gara venne sostituito e a Cadilla fu permesso di tornare in campo, ma venne nuovamente espulso nel corso della seconda frazione di gara. Nel 1941 arrivò al River Plate di Buenos Aires, in Argentina, e vi giocò due stagioni, vincendo altrettanti campionati; in tutto, assommò 30 partite in Primera División.

### Nazionale
Debuttò con la Nazionale uruguaiana il 6 gennaio 1937, scendendo in campo per l'incontro con il Perù, valido per il Sudamericano di quell'anno: disputò la gara per intero, occupando la posizione di centrale difensivo sinistro. In seguito giocò, sempre nel medesimo ruolo, contro Brasile e Argentina. A distanza di quattro anni, Cadilla tornò a vestire la maglia della propria selezione in occasione del Sudamericano 1941, tenutosi a Santiago del Cile. Esordì in tale competizione il 9 febbraio contro l'Ecuador, e fu impiegato contro Cile, Argentina e Perù, sempre come titolare e giocando tutti e 90 i minuti d'ogni partita. Durante il Campeonato Sudamericano de Football 1942 fece il guardalinee per una gara.

## Palmarès
- Campionato argentino: 2

River Plate: 1941, 1942